# یو میاکه
یو میاکه (انگلیسی: Yuu Miyake؛ زادهٔ ۱۹ نوامبر ۱۹۷۳) مهندسی صدا، آهنگساز، و مهندس اهل ژاپن است. وی از سال ۱۹۹۷ میلادی تاکنون مشغول فعالیت بوده‌است.